# 木戶松子

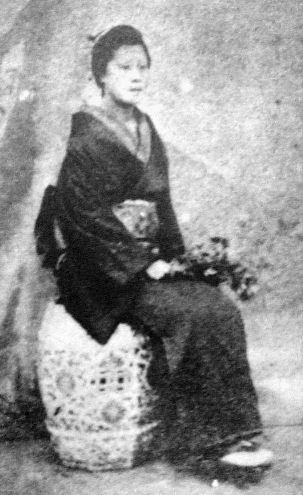
木户孝允之妻：木户松子

木戶松子（日语：／ Kido Matsuko，1843年11月22日—1886年4月10日），以京都三本木（现京都市上京区三本木通）藝妓幾松（いくまつ）之名为人所知。幕末维新三杰之一的木户孝允恋人，明治维新后成其正室，改名「木戶松子」（きど まつこ）。幼名斗（かず）或計（かずこ）。

## 生平
父親為若狹小濱藩士木崎市兵衛，母親末子為医師細川益庵之女。年幼時，其父因得罪藩主酒井忠義而出奔京都，其母只好攜子返回娘家，足足5年未得其父消息，有說在嘉永4年時，其父即已過世。

之後成為一條家諸大夫之次男難波常二郎的養女，難波的妻子曾是藝妓，也就是「初代幾松」。安政3年（1856年），成為三本木吉田屋的舞妓，不久即因秀麗聰慧而升格成藝妓，襲名也為「幾松」，傳聞客人皆對幾松的曼妙舞姿及悠揚笛聲沉迷不已，也在此時邂逅了桂小五郎。
元治元年（1864年）7月，禁門之變勃發，長州藩淪為朝敵，桂為躲避幕府緝捕而藏匿於京都二條大橋下，仰賴幾松每天送食，在多次履險蹈危後，兩人逐漸建立生死與共的感情。
明治元年（1868年），以長州藩士岡部富太郎養女之名，與木戶結婚。明治10年（1877年），木戶病逝後剃髮，取號翠香院，與養子忠太郎（松子之甥）及一下女移居木屋町，守著木戶之墓度過餘生。
明治19年（1886年），因胃病死去，享年44歲。法名翠香院釋貞秀大姊。

## 登場作品
影視劇
- 維新之曲（日语：維新の曲）（1942年、大映、演：高山廣子）
- 壯烈新選組 幕末動亂（日语：壮烈新選組 幕末の動乱）（1960年、東映、演：大川恵子）
- 幕末（1964年、TBS、演：池内淳子）
- 新選組血風錄（日语：新選組血風録 (テレビドラマ)#1965年版）（1965年、NET、演：松村安子（日语：松村康世））
- 三姊妹（日语：三姉妹）（1967年、NHK大河劇、演：中村玉緒）
- 新選組（日语：新選組 (テレビドラマ)）（1973年、CX、演：中村英子）
- 鞍馬天狗（日语：鞍馬天狗 (1974年のテレビドラマ)）（1974年、NTV、演：本阿弥周子）
- 幕末未来人（日语：幕末未来人）（1977年、NHK、演：日向亞希）
- 花神（日语：花神 (NHK大河ドラマ)）（1977年、NHK大河劇、演：波乃久里子）
- 壬生戀歌（日语：壬生の恋歌）（1983年、NHK、演：岡江久美子）
- 奇兵隊（日语：奇兵隊 (テレビドラマ)）（1989年、NTV、演：池上季實子（日语：池上季実子））
- 野心之國（日语：野望の国）（1989年、NTV、演：樋口可南子）
- 宛如飛翔（1990年、NHK大河劇、演：影山仁美（日语：景山仁美））
- 新選組血風錄（日语：新選組血風録#1998年版）（1998年、EX、演：麻乃佳世）
- 新選組！（2004年、NHK大河劇、演：菊川怜）
- 鞍馬天狗（日语：鞍馬天狗 (2008年のテレビドラマ)）（2008年、NHK、演：羽田美智子）
- 花燃（2015年、NHK大河劇、演：雛形明子）
- 我們的薩長同盟（日语：FNS27時間テレビ (2017年)）（2017年、CX、演：藤井美菜）
- 西鄉殿（2018年、NHK大河劇、演：白須慶子）

動畫
- 浪客剑心追忆篇（1999年、OVA、原著漫畫中沒有登場而只是被提及一次）